# Yabelo
Yabelo – miasto w Etiopii, w regionie Oromia.